# Legio IIII Martia
La Legio IIII Martia (litt : 4e légion de Mars) fut une légion de l’armée romaine dont l’existence fut relativement brève et qui avait pour mission de protéger la province d’Arabie où était également stationnée la Legio III Cyrenaica. 

## Histoire de la légion

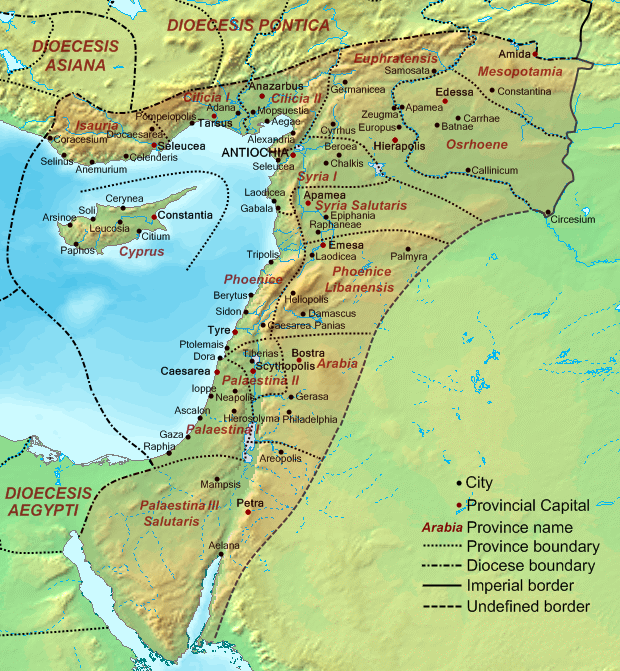
Le diocèse d’Orient à la suite de la réforme territoriale de Dioclétien.

Elle fut probablement créée sous Aurélien (r. 270-275) ou sous Dioclétien (284-305) afin de renforcer les troupes affaiblies de la province d’Arabie après la défaite de la reine Zénobie de Palmyre en 272. Des recherches récentes suggèrent toutefois une création vers 300 par Dioclétien dont le César Galère (César en 293, Auguste en 305-311) avait une dévotion particulière au dieu Mars. Elle existait déjà au moment où Dioclétien réorganisa la frontière orientale de l’empire, fractionnant celle-ci en provinces plus petites, à l’exception de l’Arabie Pétrée, gouvernée par un dux et praeses, ce qui témoignait des risques d’insécurité et de menaces extérieures contre cette province. Le numéro d’ordre IIII (4) lui fut probablement attribué parce qu’une légion III, la III Cyrenaica, était déjà stationnée en Arabie et était cantonnée à Pétra.
Le premier camp de la légion était situé à  Betthorus (Lejjun en Jordanie) et pouvait accueillir quelque 2 000 légionnaires sur une superficie de 242 × 190 m. Le camp dut être reconstruit vers 363 après un tremblement de terre ; il ne devait alors héberger que quelque 1 000 légionnaires. Selon la Notitia dignitatum, la Quarta Martia était une légion sous les ordres du dux Arabiae et était stationnée à Betthorus. De nouveaux tremblements de terre en 505 endommagèrent gravement le camp qui fut finalement détruit en 551 par un dernier séisme. Samuel Thomas Parker y conduisit une campagne de fouilles entre 1980 et 1989.
Son emblème n'est pas connu.